# Cho Jung-kwon
Pour les articles homonymes, voir Cho.
Dans ce nom coréen, le nom de famille, Cho, précède le nom personnel.
Cho Jung-kwon  (ko : 조정권) est un poète coréen né à Séoul le 22 février 1949 et mort le 8 novembre 2017[réf. nécessaire].

## Biographie
Cho Jung-kwon est diplômé d'anglais de l'université Chung-Ang. Patronné par le poète Park Mok-wol, il fait paraître ses premiers poèmes en 1970 dans la revue Poétique contemporaine (Hyundae sihak). 
Il a publié Sept états d'esprit pour observer la pluie (Bireul baraboneun ilgopgaji maeumui hyeongtae, 977), Poèmes (Sipyeon, 1982), Le chant du cœur ouvert (Heosimsong1985), Le drap du ciel (Haneul ibul, 1987), puis Une tombe au sommet (Sanjeongmyoji, 1991), livre qui reçoit un accueil enthousiaste. Il donnera ensuite Forêt sacrée (Sinseonghan sup, 1994). Ses chroniques sur la peinture coréenne parues en revue sont reprises dans un volume intitulé La touche qui atteint le ciel (1994). En traduction française : Une tombe au sommet, traduit du coréen par Han Daekyun et Gilles Cyr, Belfort (France) Éditions Circé, 2000. 
Cho a reçu le prix Nok-won (1985), le Prix de l'Association des poètes coréens (1987), le prix Kim Soo-young (1991), le prix de poésie Sowol (1991) et le prix de littérature contemporaine (Hyundae Munhak) (1994).

## Œuvre
Cho Jung-kwon a fait ses débuts littéraires en 1970 lorsque son poème Tableau noir (Heukpan) et d'autres de ses poèmes ont été recommandés pour être publiés dans la revue littéraire Poétique contemporaine (Hyeondae sihak). Cho a fait ses débuts en tant que poète en octobre 1970, sous la recommandation de Park Mok-wol. 
Les versets lyriques de Cho et ses thèmes sont considérés comme « conflictuels ». Dans ses œuvres, le poète se projette dans un conflit violent avec ses sujets, en adoptant un style relativement agressif. Néanmoins, sa poésie engendre un sentiment clair et ses images sont pures et simples à comprendre. Ces émotions simples et claires forment l'essence même de sa poésie, un art poétique qui n'a cessé d'évoluer tout au long de la carrière de l'auteur. Son parcours poétique, qui a commencé avec son poème Force (Him) jusqu'à son recueil Une tombe au sommet (Sanjeongmyoji) révèle la vitalité artistique du poète et la souplesse de sa sensibilité. 
Les poèmes de son recueil Une tombe au sommet (Sanjeongmyoji) évoquent les images de la nature, notamment les montages prises dans le froid de l'hiver. Les montagnes sont ici vues sur le plan métaphorique : il est possible d'atteindre leur sommet grâce à la persévérance, persévérance qui est une valeur prônée par le poète. Cette montée à travers les montagnes est également destinée à pointer du doigt le monde corrompu, notamment à travers l'effort pour atteindre un monde transcendantal supérieur.
Cho Juong-kweon gravit seul la montagne en hiver pour atteindre, au sommet, une tombe à partir de laquelle il pourra connaître un monde nouveau, calme et sacré. La poésie y renaîtra non plus dans une parole simplement écrite, mais, après celle que le blizzard a détruite, dans une parole vécue par une âme purifiée.
C'est aussi un poète passionné d'art, en particulier de musique. Sa prédilection va vers la musique religieuse du Moyen Âge, Mozart, Wagner et Mahler. Il voit dans la musique de ces deux derniers compositeurs, avec lesquels il se reconnaît une parenté spirituelle, l'une des inspirations de Une tombe au sommet.

« Il n’y a pas de parfums dans les orchidées cultivées par des femmes douces 
 pas de dignité dans les bambous cultivés par des hommes courageux 
 pas même de froid qui perce les os 
 dans les mondes »

— Une tombe au sommet, traduit du coréen par Han Daekyun et Gilles Cyr, Belfort (France), Éditions Circé, 2000

## Ouvrages
- 비를 바라보는 일곱가지 마음의 형태 Sept états d'esprit pour observer la pluie (1977)
- 시편 Poèmes (1982)
- 허심송 Chanson pour un esprit ouvert (1985)
- 하늘 이불 La couette du ciel (1987)
- 산정묘지 Une tombe au sommet (1991)